# 山本村 (福岡県)
山本村（やまもとむら）は、福岡県三井郡にあった村。現在の久留米市の一部。

## 地理
耳納山地桝形山山麓の扇状地に位置していた。

## 歴史

### 沿革
- 1889年（明治22年）4月1日 - 町村制の施行により、山本郡耳納村、豊田村が合併して村制施行し、山本村が発足[1][2]。
- 1896年（明治29年）4月1日 - 郡の統合により三井郡に所属[1][3]。
- 1898年（明治31年）- 山星銀行設立[1]
- 1958年（昭和33年）9月1日 - 久留米市に編入され廃止[1][2]。

### 地名の由来
耳納連山を背後に負う名。

## 教育

### 小学校
- 1889年（明治22年） - 山本尋常小学校開校[1]
- 1914年（大正3年） - 山本尋常高等小学校となる[1]。